# Montepertico
Montepertico è un quartiere di circa 1 000 abitanti, sito nel comune di La Spezia, nell'omonima provincia, in Liguria. Posto nella zona nordorientale della città, si articola lungo l'omonima via.

## Geografia fisica
Posto su una bassa collina (alta 88 metri s.l.m.), si estende fino alla cima del colle, terminando nella Pineta di Montepertico, luogo di partenza di sentieri per Vailunga, Felettino, Montalbano. Si può dividere nelle due zone di Montepertico Basso (la più antica) e Montepertico Alto (la più recente).
Il clima è il medesimo della città cui appartiene, mediterraneo con influssi atlantici con inverni miti, estati calde e soleggiate e mezze stagioni piovose.

## Storia
Il nome Montepertico deriva dall'adattamento di ''Monte Pertego'', originario nome del colle.
Territorio dedito all'agricoltura sino alla seconda metà del XX secolo (come testimoniato dalla vicina Casa Arsà, edificio di magazzino e di residenza di mezzadri), iniziò a divenire zona residenziale a partire dagli anni '70, con la costruzione dei primi edifici e del campo sportivo. Col passare degli anni si è saliti sempre più sul crinale del monte, sino a giungere alla vetta negli ultimi anni, e alla costruzioni di complessi residenziali sull'altro versante (Montepertico Olivi).

## Monumenti e luoghi d'interesse
Nel quartiere non vi sono mete turistiche particolari. Da citare sono la Pieve di San Luca Evangelista, sita nella zona medio-bassa del quartiere, e la pineta che lo sovrasta, da cui partono sentieri che si collegano con l'Alta Via del golfo della Spezia. Quest'ultima area di notevole interesse naturalistico con conifere ed altri alberi ad alto fusto, meta di caccia al cinghiale nei mesi autunnali e invernali, dalle cui radure si può osservare tutto il golfo. Infine, il campo sportivo.

## Società
La maggioranza della popolazione è di cittadinanza [[Italia|italiana]] e di religione [[Cattolicesimo|cristiana cattolica]].

## Cultura
Nella sezione bassa del quartiere sono presenti due istituti superiori: il Liceo artistico/musicale e l'Istituto professionale alberghiero. Nella sezione alta c'è un asilo nido.

## Geografia antropica
La maggioranza degli edifici sorge lungo l'omonima via, che sale fino alla cima del monte e alla Pineta. Come corollario a questa si sono sviluppate brevi vie di collegamento con le case non sulla strada e con i quartieri limitrofi.

## Economia
Non vi sono grandi attività commerciali, per cui il quartiere ruota completamente sulla città.

## Infrastrutture e trasporti
Unica via di importanza rilevante è quella sopracitata. Riguardo ad altri mezzi di trasporto, alla base del quartiere sorge la stazione di La Spezia Migliarina, raggiungibile però solo dal quartiere omonimo. Inoltre la località è servita dalla linea 31 dell'ATC (Piazza Verdi-Montepertico Alto).